# Crespian
Crespian là một xã trong tỉnh Gard thuộc vùng Occitanie, phía nam nước Pháp. Xã Crespian nằm ở khu vực có độ cao trung bình 80 mét trên mực nước biển.